# Armand Considère
Armand Considère (8 de junio de 1841 - 3 de agosto de 1914) fue un ingeniero civil francés que, tras crear su empresa de investigación, desarrolló las aplicaciones del hormigón armado. Inventó el hormigón zunchado.

## Carrera en la administración de Puentes y Caminos
Considère nació en 1841 en Port-sur-Saône (Alto Saona). Estudió en la Escuela Politécnica de París (X1860), orientando su carrera profesional a la Escuela Nacional de Puentes y Caminos. Ingresó en el cuerpo de Puentes y Caminos en 1865, siendo destinado a la localidad de Morlaix. Este primer cargo le permitió intervenir en el proyecto y la construcción de 20 km de nuevas carreteras y de una serie de estructuras marítimas.
Durante la guerra franco-prusiana de 1870, fue oficial de máquinas, asignado al personal de la Armada del Loira.
En 1871, terminada la guerra, fue destinado a Reims, a cargo del servicio ordinario, navegación e hidráulica. En mayo de 1873, el Consejo General del Marne puso el servicio local bajo la responsabilidad de la dirección departamental de Equipamiento, y a principios de 1874 aceptó la fusión de los servicios viales. Pero en 1875 pidió una licencia indefinida para trabajar en el sector privado, lo que fue criticado por su ingeniero jefe.
En 1876 patentó un nuevo método de producción de acero sin burbujas durante su estancia en la ferrería Chaléassière en Saint-Etienne. En 1879, era ingeniero en la Compagnie des forges de Saint-Nazaire.
En 1883, volvió a la administración. Siguió interesándose por el acero, en particular por la mecánica de su resistencia y por los fenómenos de estricción y endurecimiento. En 1885 publicó L'Emploi du fer et de l'acier dans les constructions, en el que aparece el criterio de estricción que ahora lleva su nombre (el criterio de Considère).
En 1885, fue nombrado ingeniero jefe del departamento de Finisterre (Francia), donde debió gestionar 925 km de carreteras nacionales, 5750 km de carreteras locales, el servicio marítimo, el servicio de faros, el servicio hidráulico y el desarrollo del tendido de la red ferroviaria local.
Entre 1892 y 1894 discutió con Clément Colson sobre las fórmulas económicas de explotación de las líneas ferroviarias de cercanías y su rentabilidad “social”.
El 29 de abril de 1900 se derrumbó la pasarela del Globo Celestial, construida para la Exposición Universal de París (1900), que cruzaba la avenida de Suffren, provocando 9 muertos y varios heridos graves (accidente de la pasarela del bulevar de La Tour-Maubourg). Había sido diseñada por Napoléon de Tédesco y construida según el sistema Matrai. La sentencia en la que intervendrá posteriormente condenó a la Villa de París por haber realizado excavaciones demasiado cercanas. Este accidente demostró que era necesario especificar las reglas para el cálculo y el uso del hormigón armado.
El 19 de diciembre de 1900 se formó una Comisión del Hormigón Armado por decreto ministerial, que solicitaba "estudiar las cuestiones relativas al uso del hormigón armado, realizar las investigaciones necesarias para determinar, en lo posible, las reglas susceptibles de ser admitidas para el uso de este método de construcción en las obras públicas". Se colocó bajo la presidencia de Théodore Lorieux, y tras su retirada, de Jean Résal. Armand Considère es el ponente. También incluyó a los ingenieros jefes de Puentes y Caminos Bechmann, Louis Harel de la Noë, Charles Rabut, el ingeniero ordinario Augustin Mesnager, el jefe de escuadrón de artillería Hartmann y el capitán de ingenieros Boitel en representación del Ministerio de la Guerra, los arquitectos Jacques Hermant y Charles Albert Gautier y los ingenieros civiles Coignet, Hennebique y E. Candlot, director de la empresa parisina de cementos Portland artificiales. Su cometido era definir una base normativa para la ejecución y diseño de estructuras de hormigón armado.
En febrero de 1901, en la primera reunión, Théodore Lorieux se refirió a las normas de 1891 sobre construcciones metálicas. El caso del hormigón armado era muy diferente porque planteaba el problema de dos materiales con comportamientos muy diferentes y la forma en que se asocian. El encargo no se ocupará de los diversos sistemas existentes (Hennebique, Cottancin, Matrai, Bonna...), sino del hormigón armado como material.
En noviembre de 1901, después de pasar 15 años en Finisterre, dejó este servicio. Aprovechó su paso por este departamento para estudiar un proyecto para el puente de Plougastel-Daoulas, que encargó estudiar al ingeniero Gaston Pigeaud. Al mismo tiempo, comenzó a interesarse por este nuevo material, el hormigón armado. Publicó varios artículos sobre este material en los Annales des ponts et chaussées, escribiendo que:

gracias a la disposición de las armaduras pude obtener una cuadruplicación de la resistencia de un prisma de hormigón…. Seguramente tendremos que aplicar a este nuevo principio muchas cuestiones por resolver y comprenderéis que faltaría a mi deber al no atenderlo.

y solicitó que se diera un curso sobre este nuevo material en la Ecole des Ponts et Chaussées.
Hasta 1905, el trabajo de la comisión consistió en un vasto programa de experimentación. Luego se dividió en tres subcomisiones, dos de las cuales fueron responsables de las pruebas. Una estaba presidida por Charles Rabut, que realizó ensayos sobre las obras ya realizadas, principalmente las diseñadas por François Hennebique para la Exposición Universal. Otra estaba bajo la dirección de Armand Considère, dedicada exclusivamente a las pruebas de laboratorio, con el objetivo es deducir reglas científicas de cálculo. El trabajo de la subcomisión presidida por Charles Rabut debía utilizarse para verificar estas reglas sobre las obras existentes. Las pruebas se llevaron a cabo en el laboratorio de la Ecole des Ponts et Chaussées bajo la dirección de Augustin Mesnager. La fase más delicada sería la interpretación y redacción de las conclusiones a partir de los resultados del trabajo experimental. La Comisión tuvo en cuenta trabajos realizados en el extranjero, como la teoría de M.Christophe publicada en los Anales de Trabajos Públicos de Bélgica.
En diciembre de 1901, Armand Considère presentó la patente del hormigón termorretráctil (n.º 316.882). Los estudios realizados por Augustin Mesnager, Armand Considère y el profesor Bach del laboratorio de la escuela técnica de Stuttgart habían demostrado que "la resistencia de los postes zunchados es tres veces mayor que la de los postes reforzados con barras longitudinales arriostradas según los métodos habitualmente empleados. . ... El zunchado del hormigón consiste en embeber, en la masa, una o varias bobinas de acero”. Napoleón de Tedesco indicó en un artículo de la revista Le Génie civil de enero de 1920 que Armand Considère había observado que "el aplastamiento de piezas comprimidas, cualquiera que sea su naturaleza, solo puede producirse tras un hinchamiento transversal", por lo que "combatir el hinchamiento era luchar contra el aplastamiento". Según la revista Le Génie civil del 2 de marzo de 1906, estos aros "aumentaron la resistencia al aplastamiento de las piezas de hormigón cuatro veces más que un volumen igual de refuerzo de los tipos habituales".
En 1902, se convirtió en inspector general de Puentes y Caminos. A la propuesta de Considère de dar conferencias sobre su proceso de hormigón armado, el consejo de la escuela de Ponts et Chaussées respondió que no era necesario introducir conferencias sobre los temas tratados en un curso. De hecho, ya había un curso sobre hormigón armado impartido por Charles Rabut desde 1897.
En 1905, Armand Considère notó que sus ideas sobre el hormigón armado, consideradas demasiado audaces, no eran compartidas por los miembros de la comisión. por lo que pidió retirarse para poder desarrollarlas como ingeniero-diseñador. El 1 de noviembre de 1905 se retiró de la administración.
En marzo de 1906, el Consejo General de Puentes y Carreteras decidió nombrar una segunda comisión de tres miembros para redactar su informe. Incluyó a los inspectores generales de Ponts et Chaussées Lévy, Préaudeau y Vétillart, bajo la presidencia de Maurice Lévy, quien también era ponente. La comisión escuchó las propuestas de la mayoría de la primera comisión, pero también de las propuestas minoritarias de Rabut y Considère.
El informe de la Comisión del Hormigón Armado fue discutido en una reunión del Consejo General de Puentes y Carreteras en su sesión del 15 de marzo. El 20 de octubre de 1906 se firmó la Circular respecto a las instrucciones relativas al uso del hormigón armado. El texto de la instrucción introducida estableció que 

el módulo de elasticidad del hormigón, como el del acero, es prácticamente constante

Eugène Freyssinet tuvo la desagradable experiencia del error de esta afirmación en el puente de Veurdre. Las instrucciones de 1906 ignoraban los fenómenos de deformación diferida del hormigón debido a la fluencia.
La circular de 1906 incluyó:
- Las instrucciones relativas al uso de hormigón armado
- El informe de la segunda comisión

Las instrucciones daban en sus veinticinco artículos datos para la preparación de los proyectos, para los cálculos de resistencias, sobre la ejecución de las obras y finalmente sobre las pruebas de las obras. Se consideró que la tasa de trabajo permitida del hormigón era más alta que en Alemania y Suiza. Además, Rabut y Considere aceptaron limitar las instrucciones sobre los cálculos de resistencia a indicaciones generales para "evitar todo lo que pueda tender a restringir, en esta materia, la libertad científica de los ingenieros".
François Hennebique escribe en su reseña "El Hormigón Armado" de noviembre de 1911: 

Estamos dispuestos, para permitir que las administraciones satisfagan las extravagantes demandas de este monstruo anónimo denominado "El Control", a aplicar las fórmulas tan laboriosas de la circular; estamos muy dispuestos a permitirnos cálculos inútiles y fantasiosos; pero por favor díganos al menos de una vez por todas cómo hacer estos cálculos.

## Ingeniero consultor

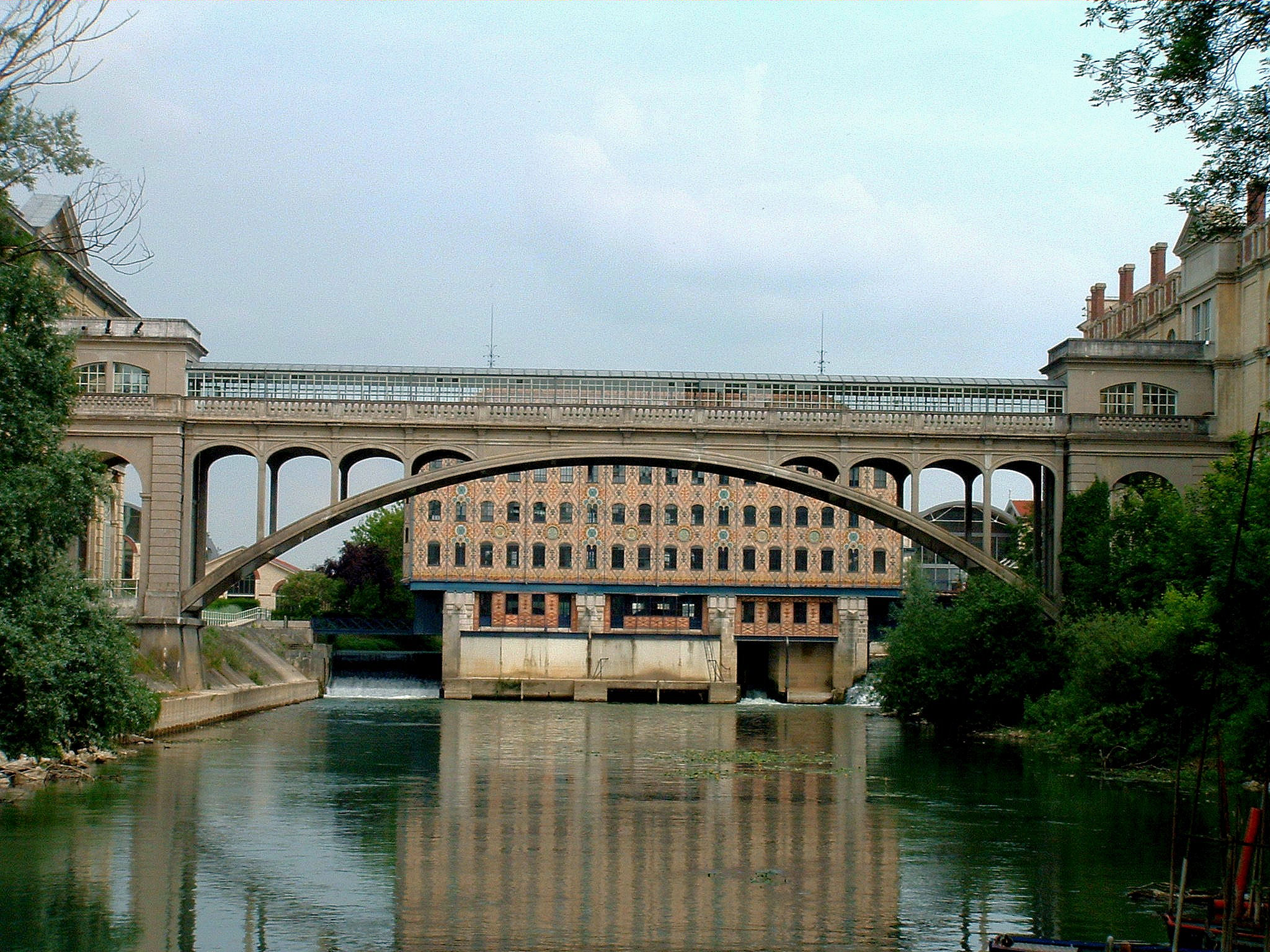
El puente Hardi de la nueva fábrica de chocolate Menier (1906), en Noisiel (Sena y Marne)

En 1906 fundó su propia oficina de diseño, Considère and Company, especializándose en el diseño de estructuras de hormigón armado.
Diseñó dos puentes en 1906:
- El puente sobre el río Sée, en la salida norte de Avranches;
- El puente Hardi sobre un brazo muerto del río Marne, para la chocolatería Menier en Noisiel. El puente fue construido por la empresa concesionaria Loup.

También trabajó en la construcción de la nueva fábrica de chocolate Menier, conocida como la “Catedral”, cuyo arquitecto fue Stephen Sauvestre. Este edificio de hormigón zunchado fue construido en 1906.
En 1908, el ingeniero Henry Lossier se unió a la oficina de diseño de Considère antes de crear su propia oficina de diseño en 1919 después de quedar lisiado durante la Primera Guerra Mundial.
En 1908-1909, diseñó con Henry Lossier tres puentes de arco para la línea de tranvía de Saint-Martin-Vésubie a Levens en los Alpes Marítimos.
En 1910, la empresa tomó el nombre de Considère-Pelnard et Compagnie cuando se unió a él uno de sus yernos, Louis Pelnard, ingeniero politécnico del Cuerpo de Minas.
En 1912, fue Albert Caquot, politécnico e ingeniero de puentes y caminos, quien ingresó en la empresa, donde dio toda la dimensión de su talento. La empresa se convirtió entonces en Pelnard-Considère-Caquot, que no cerraría sus puertas hasta la década de 1970.
En agosto de 1913, Armand Considère escribió en una nota presentando su proceso: 

la aplicación de las prescripciones de la circular ministerial de 1906 es actualmente la base de los pliegos no sólo de las administraciones sino de la mayoría de las empresas privadas y los propios arquitectos la imponen cada vez más, al menos en los concursos. ... Las teorías particulares evolucionan hacia lo que resume de la manera más simple, si no la más rigurosa, los experimentos de la Comisión de Hormigón Armado

. Desaparecerán los sistemas constructivos originales con sus normas particulares, quedando únicamente las normas de cálculo para hormigón armado.

## Reconocimientos
- Condecorado con la Legión de Honor durante la guerra franco-prusiana[3]
- Miembro de la Academia de Ciencias de Francia[3]

## Publicaciones
- Influence des pressions latérales sur la résistance des solides à l'écrasement, (p. 258-262), Annales des ponts et chaussées, 1904, 2º trimestre (en línea).
- Faculté que le béton armé possède de supporter de grands allongements, (p. 233-237), Annales des ponts et chaussées, 1905, 1er trimestre (en línea).
- Calcul des ponts en arc et des ponts suspendus, (p. 81-104), Annales des ponts et chaussées, 1905, 1er trimestre (en línea).
- Essai à outrance du pont d'Ivry, (p. 5-46), Annales des ponts et chaussées, 1903, 3er trimestre (en línea).
- Résistance à la compression du béton armé et du béton fretté, (p. 5-7), Le génie civil, número 1064, 1 de noviembre de 1902 (en línea).
- Résistance à la compression du béton armé et du béton fretté, (p. 20-24), Le génie civil, número 1065, 8 de noviembre de 1902 (lire en ligne)
- Résistance à la compression du béton armé et du béton fretté, (p. 38-40), Le génie civil, número 1066, 15 de noviembre de 1902 (en línea).
- Résistance à la compression du béton armé et du béton fretté, (p. 58-60), Le génie civil, número 1067, 22 de noviembre de 1902 (en línea).
- Résistance à la compression du béton armé et du béton fretté, (p. 72-74), Le génie civil, número 1068, 29 de noviembre de 1902 (en línea).
- Résistance à la compression du béton armé et du béton fretté, (p. 82-86), Le génie civil, número 1069, 6 de diciembre de 1902 (en línea).
- Résistance à la compression du béton armé et du béton fretté, (p. 140), Le génie civil, número 1072, 27 de diciembre de 1902 (en línea).